# Sultanat de Bacan
Sultanant de Bacan
(id) Kesultanan Bacan
(ur) كسلطانن باچن 
Le sultanat de Bacan (était un État des îles Moluques, aujourd'hui en Indonésie, né avec l'expansion du commerce des épices à la fin du Moyen Âge. Il se composait principalement des îles Bacan (Bacan, Kasiruta, Mandioli, etc.) mais avait une influence périodique sur Ceram et les îles Raja Ampat. Il tomba sous l'influence coloniale des Portugais au XVIe siècle puis de la Compagnie néerlandaise des Indes orientales (VOC) en 1609. Bacan était l'un des quatre royaumes des Moluques (Maloko Kië Raha) avec Ternate, Tidore et Jailolo, mais avait tendance à être éclipsé par Ternate. Après l’indépendance de l’Indonésie en 1949, les fonctions de gouvernement du sultan ont été progressivement remplacées par une structure administrative moderne. Cependant, le sultanat a été relancé en tant qu'entité culturelle à l'heure actuelle.

## Histoire ancienne
Selon une légende connue depuis le XVIe siècle, les rois de Bacan, des îles Raja Ampat au large de la Papouasie, de Banggai et de Buton descendraient d'un ensemble d'œufs de serpent qui avaient été trouvés parmi des rochers par le marin Bacan Bikusigara. Le mythe évoque également des relations précoces avec les Papous. Cependant, il existe des légendes contradictoires selon lesquelles Jailolo à Halmahera était le plus ancien royaume des Moluques. Une troisième légende provient de l'immigrant arabe Jafar Sadik qui est arrivé aux Moluques, apparemment en 1245, et a épousé la nymphe céleste Nurus Safa. De ce couple naquirent quatre fils appelés Buka, Darajat, Sahajat et Mashur-ma-lamo, qui devinrent les ancêtres des dirigeants de Bacan, Jailolo, Tidore et Ternate. Dans cette histoire aussi, Bacan occupe une position prioritaire. Le souverain était néanmoins connu sous le nom de Kolano ma-dehe, souverain de l'extrémité lointaine (c'est-à-dire par rapport à Ternate et Tidore).
Selon l'écrivain néerlandais François Valentijn (1724), le royaume de Bacan a été établi en 1322. Il mentionne un ancien roi de Bacan avec un nom musulman, Sidang Hasan vers 1345, qui subit une invasion de Ternate. Plus tard, en 1465, un prince appelé Bakar étendit l'influence de Bacan sur la côte nord de Ceram et même à Hitu à Ambon. Cependant, Valentijn affirme que le premier dirigeant musulman était en réalité le sultan Zainal Abidin qui aurait régné en 1512. Dans une version, son frère Jelman était reconnu comme Raja de Misool, l'une des îles Raja Ampat. D'après les premiers récits européens, il semble que les rois de l'archipel des Moluques aient commencé à accepter l'Islam vers les années 1460 ou 1470, en raison du commerce croissant des clous de girofle, qui attirait des marchands du monde musulman.

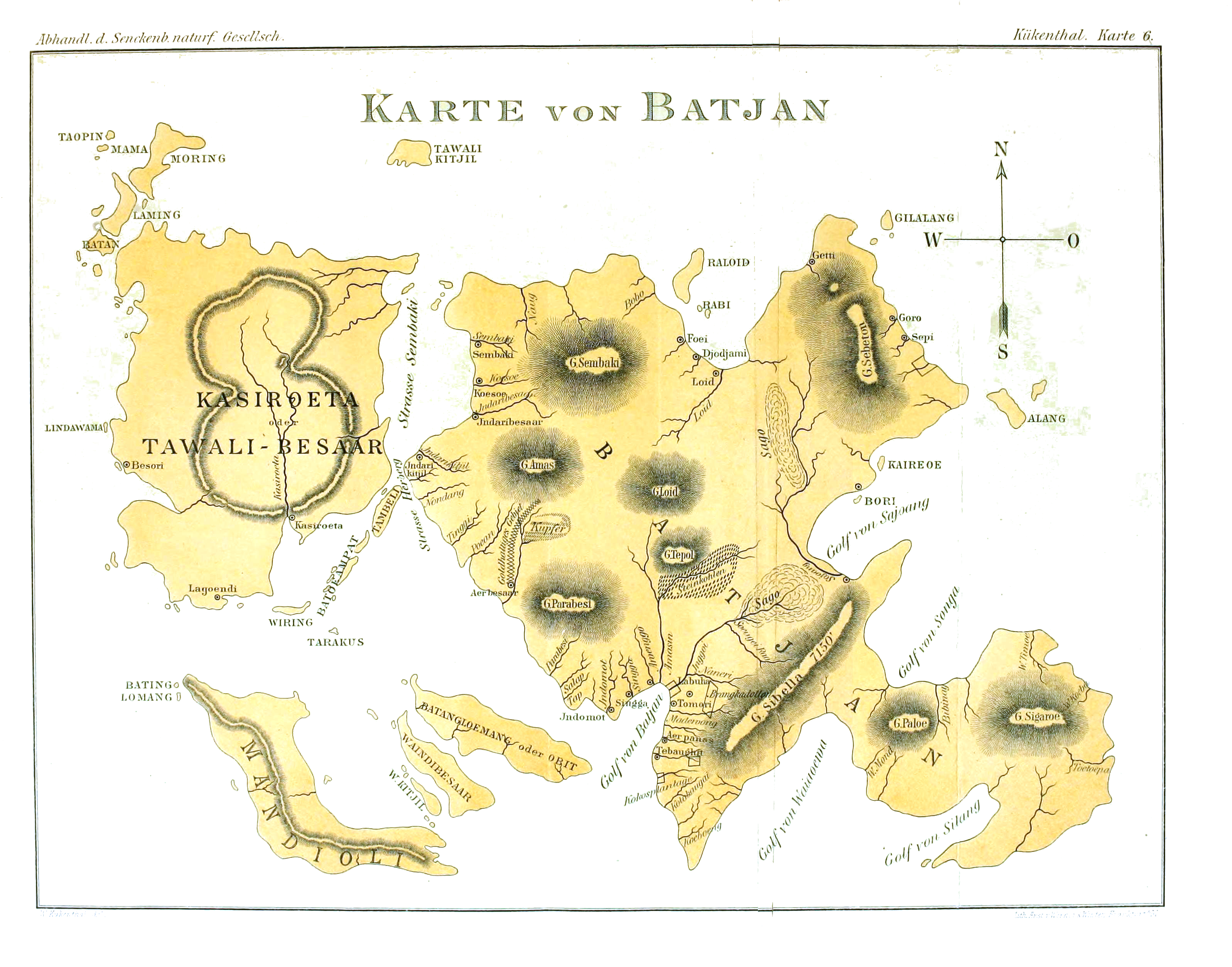
Les îles Bacan, carte du 19e siècle.

Les chroniques indigènes de Bacan sont difficiles à évaluer car leurs récits de personnes et d'événements ne correspondent pas aux sources contemporaines jusqu'à la fin du XVIe siècle. On dit que les îles Bacan étaient à l'origine gouvernées par une pléthore de chefs ou ambasaya. À cette époque, Said Muhammad Bakir alias Husin, l'un des fils du nouveau venu arabe Sidna Noh Jafar, s'installa à Makian, au nord de Bacan, un important centre de production de clous de girofle. Il fut par la suite reconnu comme seigneur de Kasiruta dans l'archipel de Bacan. Muhammad Bakir a engendré sept enfants dont Zainal Abidin qui a succédé à son père à Makian et Kasiruta. Ses six frères et sœurs finirent par devenir dirigeants ou consorts à Misool, Waigeo, Banggai, Loloda, Ceram. Les royaumes devinrent ainsi liés au réseau dynastique du sultanat de Bacan. Zainal Abidin a épousé une princesse de Ternate qui a donné naissance à Bayan Sirrullah qui a été nommé sous-dirigeant à Makian ; il a ensuite hérité du trône de son père à Kasiruta. Après cela, Makian fut apparemment perdu au profit des rois Bacan. Après un règne prospère et paisible, Bayan Sirrullah mourut et fut remplacé par Alauddin, dont le règne s'étendit de 1581 à 1609. Des sources européennes contemporaines mentionnent d'autres noms avant 1581 (voir ci-dessous).

## Premiers impacts européens
Lorsque les Portugais arrivèrent aux Moluques à partir de 1512, Bacan était un royaume local important avec plus d'hommes et de navires que Ternate, Tidore ou Jailolo. Les recherches linguistiques ont montré que le malais de Bacan est plus proche du malais du détroit de Malacca que d'autres dialectes malais des Moluques, ce qui indique des relations solides et précoces avec les commerçants du monde malais. Le siège royal ne se trouvait pas sur l'île de Bacan comme ce fut le cas plus tard, mais plutôt sur Kasiruta. Le pouvoir du sultan s'étendait jusqu'à Ceram, une région économiquement vitale en raison du commerce des produits forestiers, provenant en grande partie des terres papoues. La production de clous de girofle était faible par rapport aux autres îles des Moluques, bien qu'elle ait connu une croissance rapide jusqu'au milieu du XVIe siècle. Tomé Pires (vers 1515) dit que le nom du souverain était Raja Yusuf, qui était le demi-frère de Bayan Sirrullah de Ternate. En 1521, les restes de l'expédition de Magellan arrivèrent à Tidore où les marins espagnols furent approchés par les sultans de Tidore, Jalolo et Bacan comme alliés potentiels contre les intrus portugais. Le dirigeant de Bacan était alors marié à la fille du pro-portugais Bayan Sirrullah, mais il s'est disputé avec son beau-père qui a été rapidement empoisonné par le couple. Les Bacanais massacrèrent en outre un groupe de Portugais qui maltraitaient les épouses des habitants et les dames de la cour.

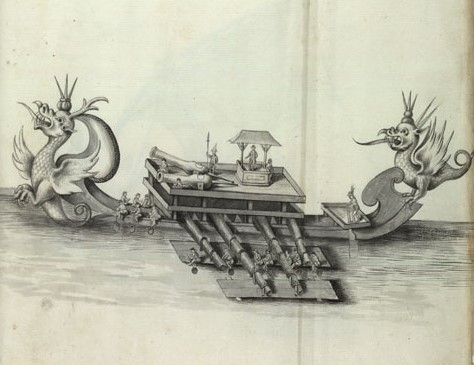
Un kora kora des Moluques (grand balancier équipé pour la guerre) dans un manuscrit de 1561

Au cours des décennies suivantes, Bacan joua un rôle secondaire par rapport à Ternate et Tidore. Un sultan appelé Alauddin apparaît dans les années 1520 et vit dans un état changeant d'alliance et d'hostilité avec les Portugais. Alors qu'il tentait de se tenir à l'écart des Européens, une expédition portugaise attaqua la capitale en 1534 et détruisit même les tombes royales. Au milieu du XVIe siècle, le sultanat produisait autant de clous de girofle que Ternate. C'était un port d'escale important pour les navires allant de Ternate vers d'autres parties de l'archipel, et de Banda ou Ambon vers Ternate. Les chefs papous visitaient parfois Bacan avec leurs navires et entretenaient des liens amicaux avec le sultan. Le fils et successeur d'Alauddin était Hairun (1557-1577), à ne pas confondre avec son oncle maternel Hairun de Ternate. L’islam était encore confiné à une mince couche de la société tandis que la plupart des habitants suivaient les pratiques religieuses locales. Hairun était en mauvais termes avec son oncle de Ternate, du même nom. Il chercha alors l'appui des Portugais et se convertit au catholicisme, adoptant le nom de Dom João. La conversion du souverain et d'une partie des habitants provoqua des troubles après 1570. Le nouveau dirigeant de Ternatan, Babullah, cousin et beau-frère de Dom João, avait une position fortement musulmane et anti-portugaise et attaqua les zones christianisées des Moluques, y compris Bacan. Alors que les Portugais furent expulsés de Ternate en 1575, Dom João fut contraint de se convertir à l'Islam ; néanmoins, Babullah envoya des émissaires qui empoisonnèrent son cousin en 1577. Bacan a été gravement ravagée au cours du processus et son histoire au cours des décennies suivantes est plutôt obscure. Un fils ou frère de Dom João, Dom Henrique, fut autorisé par Ternate à occuper le trône, mais commença bientôt à se concerter avec les Portugais et fut tué au combat en 1581. Le christianisme a été largement réprimé, bien qu'une congrégation soit restée à Labuha sur l'île de Bacan dans des conditions difficiles.
De la royauté de Baca, il restait un jeune fils de Dom João appelé Alauddin II (1581-c. 1609) qui, bien que musulman, s'efforça de se libérer du joug de Ternata. La mort du puissant Babullah (1583) et l'union hispano-portugaise (1581) ouvrirent des opportunités, alors que les Espagnols tentèrent de maîtriser les Moluques depuis leurs bases aux Philippines. Alauddin II a participé à une invasion ibérique en 1603, où il a été personnellement blessé, puis à nouveau en 1606. La dernière fois, les Espagnols réussirent à vaincre le sultanat de Ternate et récompensèrent Alauddin II avec les îles de Kayoa, Waidoba et Bayloro. Cependant, la longue série de conflits avait laissé de lourdes traces : la population du sultanat avait diminué et le sultan ne jouait plus qu'un rôle marginal dans les affaires des Moluques. L'ancienne résidence de Kasiruta avait été abandonnée au début du XVIIe siècle et le palais avait été déplacé à Amassing, sur la côte sud-ouest de l'île de Bacan, près de Labuha. Selon la Chronique de Bacan, Alauddin a donné sa fille en mariage à Patra Samargalila, le Sangaji (chef) de Labuha. Le Sangaji et sa femme persuadèrent alors Alauddin de déplacer son siège dans les environs de Labuha car c'était une bonne terre avec une belle rivière. Des sources néerlandaises indiquent que la peur des raids meurtriers menés par les flottes de guerre de Tidores a été décisive dans cette décision.

## Suzeraineté hollandaise

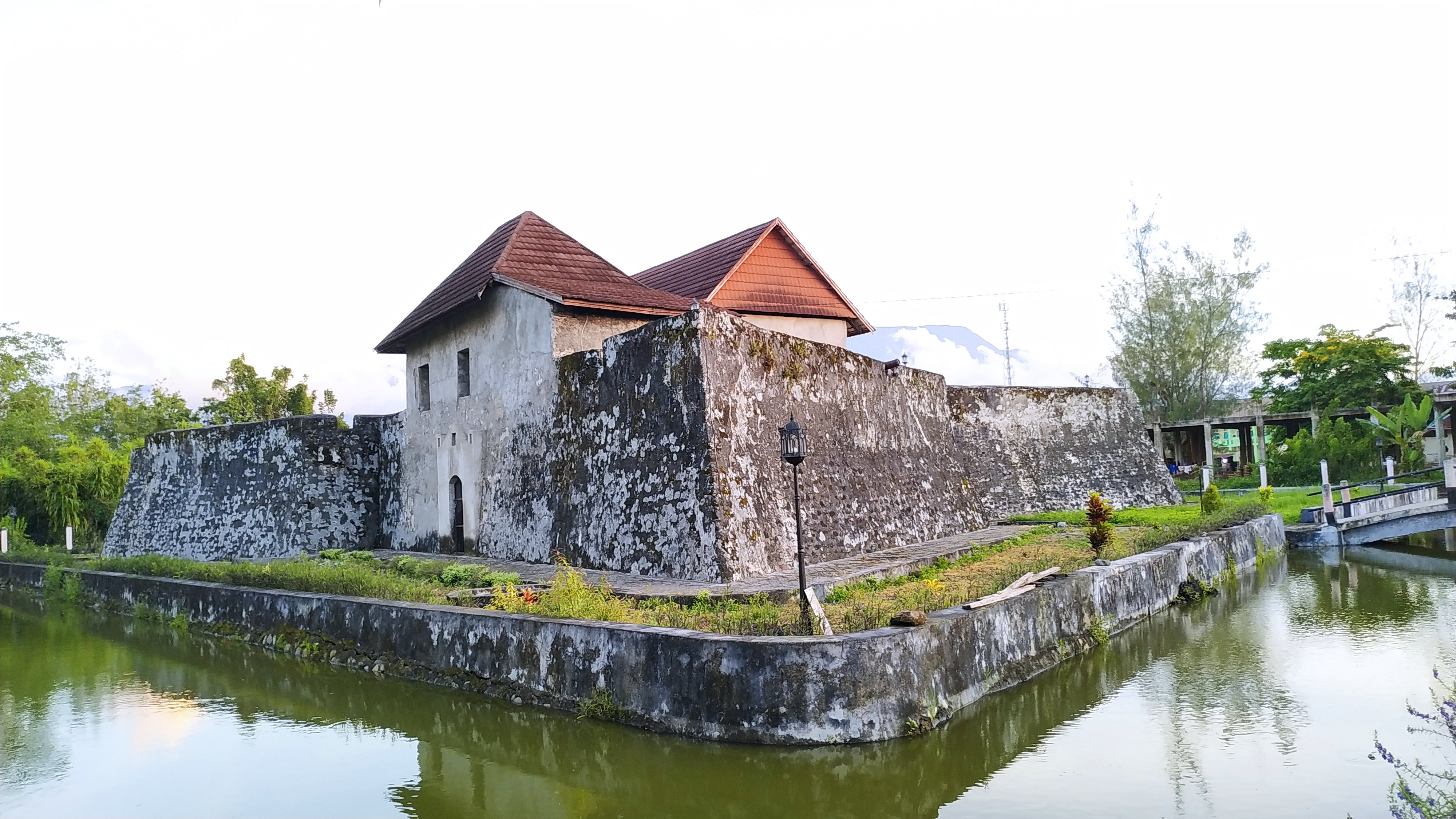
Fort de Barneveld à Bacan

Les marins hollandais arrivèrent dans l'archipel des Moluques en 1599 et livrèrent une lutte prolongée contre l'Empire espagnol tout en s'alliant à Ternate. En 1609, le commandant Simon Jansz Hoen et le sultan Mudafar Syah I de Ternate envahirent Bacan et s'approchèrent du fort espagnol de Labuha. Le sultan Alauddin II choisit de rester à l’écart des combats. Les Espagnols et les habitants chrétiens quittèrent Labuha et furent plus tard tués ou capturés. En tant que représentant de la Compagnie néerlandaise des Indes orientales (VOC), Hoen a conclu un contrat avec Alauddin qui promit de suivre le monopole de la VOC sur le commerce des épices et de restituer quelques îles à Ternate. Le fort espagnol fut rebaptisé Fort Barneveld (d'après l'homme d'État Johan van Oldenbarnevelt ) et occupé par 50 hommes. À cette époque, Bacan prétendait être le seigneur des îles papoues de Waigeo, Misool et Waigama. Il est toutefois possible que cette relation ait été davantage un lien de commerce qu'une simple obéissance politique. Les prétentions sur certaines îles et villages des terres papoues étaient encore soutenues par la cour à l'époque de François Valentijn (1724) mais étaient alors obscures. Les ambitions de Bacan de maintenir sa suzeraineté sur une partie de la côte nord de Ceram étaient plus persistantes. Cependant, dans la seconde moitié du XVIIe siècle, les villages céramiens refusèrent clairement d'obéir aux ordres du sultan. Le sultanat s'est encore rétréci en 1682 lorsque le sultan Alauddin III a vendu les îles Obi à la VOC pour 800 réaux.
Les dirigeants bacan après 1609 furent impliqués dans la lutte pour les Moluques, généralement mais pas toujours du côté de la VOC. Alauddin II mourut peu de temps après le contrat de 1609 et un régent, Kaicili Malito, détint le pouvoir pendant un certain temps. Il fut tué lors d'une bataille navale contre Tidore affiliés aux Espagnols en 1614. Le fils d'Alauddin, Sultan Nurusalat (vers 1609-1649), fut impliqué dans une affaire obscure en 1627 lorsque des éléments de la population chrétienne de Labuha conspirèrent avec les Espagnols contre la présence hollandaise avec la connaissance tacite du sultan, qui tenta vainement d'utiliser l'occasion pour placer le peuple de Labuha sous son règne direct. Après sa mort, son fils Muhammad Ali (1649-1655) dut signer un contrat en 1653 où il s'engageait à arrêterla production de clous de girofle dans son royaume afin de préserver le monopole de la VOC. Bacan fut ensuite impliqué dans la Grande Guerre d'Ambon où les rebelles du nord et du centre des Moluques se sont alliés aux Makassars pour mettre fin à la présence néerlandaise. Bacan fut brièvement contraint de se ranger du côté des rebelles, et le dirigeant fut retenu par les rebelles contre sa propre volonté. Il fut mortellement blessé lors d'un combat à Manipa en 1655 et mourut sur la côte de Buru. Son successeur Alauddin III conclut rapidement un contrat avec la VOC en janvier 1656, complété par un contact plus détaillé en avril 1667 qui place Bacan sous la coupe des Hollandais.

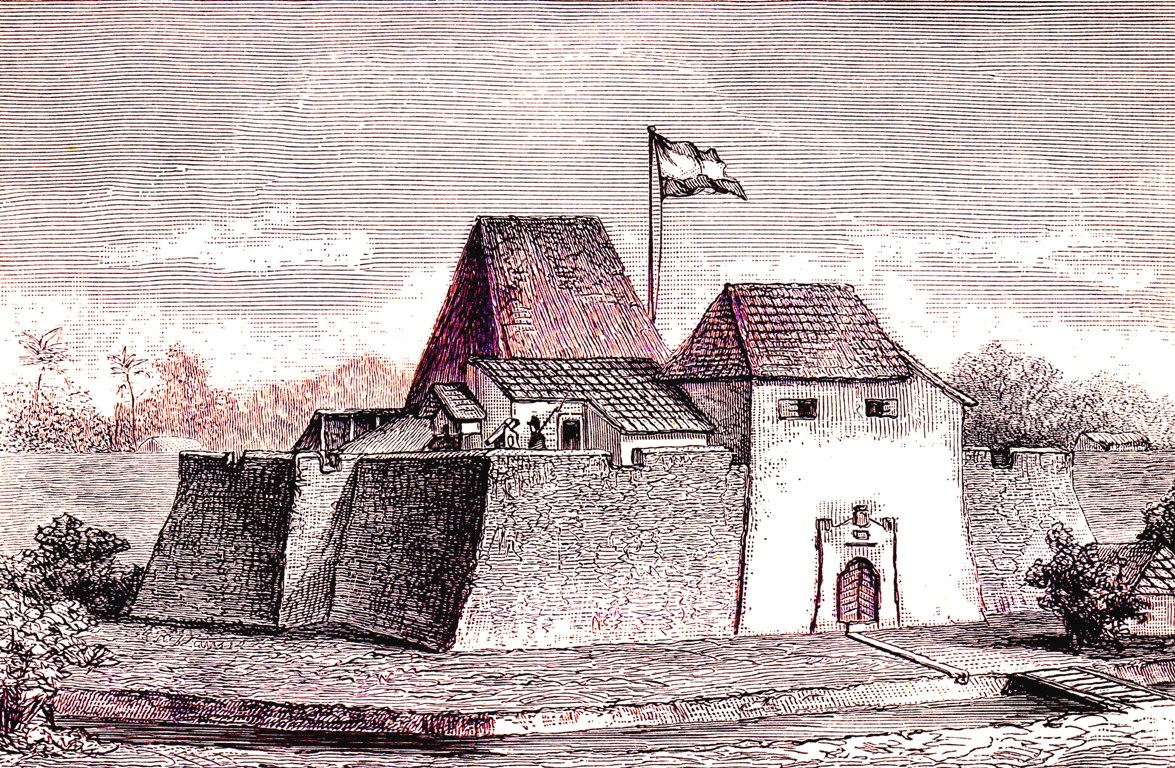
Fort Barneveld sur l'île Bacan.

## La fin de l'ère coloniale

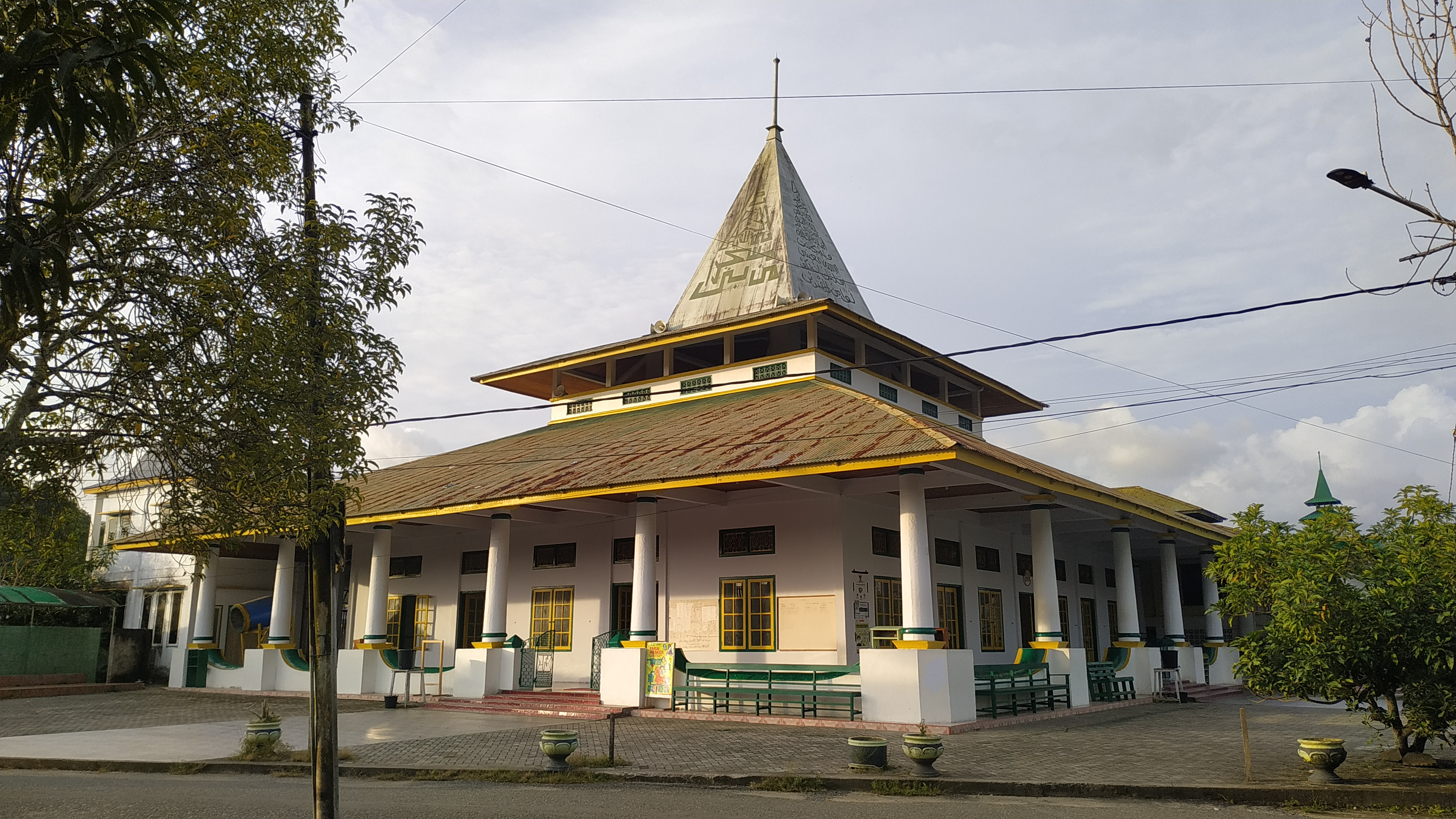
Mosquée Sultan Bacan

Les Britanniques nommèrent un nouveau sultan issu d'une branche secondaire, Kamarullah (1797-1826), qui fut autorisé à rester après le retour des Hollandais aux Moluques. Son fils Muhammad Hayatuddin Kornabei (1826-1860) reçut le naturaliste britannique Alfred Russel Wallace qui fit des observations sur la population extrêmement clairsemée et sur le désir du sultan d'attirer des étrangers entreprenants vers les îles riches en minéraux. Un groupe de d'orpailleur chinois fut effectivement amené de l'ouest de Bornéo au milieu du XIXe siècle, mais n'eut pas beaucoup de succès. Une autre tentative de développement des îles avec le soutien du sultan fut faite par le marchand Elout van Soeterwoude qui commença à planter de la vanille, du café, du tabac et des pommes de terre. L'inadaptation du sol et du climat contrecarra ses ambitions et il abandonna ses efforts en 1900. À un certain égard, Bacan se distinguait localement car sa communauté chrétienne avait atteint un niveau élevé d'éducation occidentale. À la mort du sultan Muhammad Sadik (1862-1889), une commission de Grands gouverna pendant de nombreuses années, faute d'héritiers appropriés. Finalement, son fils Muhammad Usman (à ne pas confondre avec son contemporain Muhammad Usman de Ternate ) signa un contrat en 1899 qui donnait au gouvernement colonial néerlandais le droit de taxation. Il fut officiellement élevé au rang de sultan en février 1900 et signa la soi-disant Déclaration courte en 1910, au lieu des contrats plus longs signés par les dirigeants précédents. Cela a marqué la subordination coloniale complète du pouvoir indigène.
Le fils de Muhammad Usman, Muhammad Muhsin (1935-1983), a survécu à l'occupation japonaise et à la révolution indonésienne qui a suivi. Durant les années de guerre, Bacan a souffert de difficultés et des bombardements alliés qui ont également détruit le palais du sultan. Il y eut peu d'agitation républicaine dans les Moluques du Nord après 1945 et certains aspects de l'ancienne gouvernance « féodale » survécurent à l'indépendance de l'Indonésie en 1949. Muhammad Muhsin a été résident des Moluques du Nord de 1956 à 1959. Cependant, les sultanats des Moluques furent de plus en plus intégrés à la nouvelle bureaucratie, et les derniers droits du sultan à être représenté dans l'administration formelle furent abolis en 1965. Vers la fin du XXe siècle, les anciens sultanats des Moluques ont connu un renouveau culturel, notamment après la chute du régime de Suharto en 1998. Bacan faisait partie de ce « sultanisme » avec l’intronisation d’un fils du dernier souverain comme sultan titulaire, bien qu’avec un profil plus bas que Ternate.

## Administration du sultanat

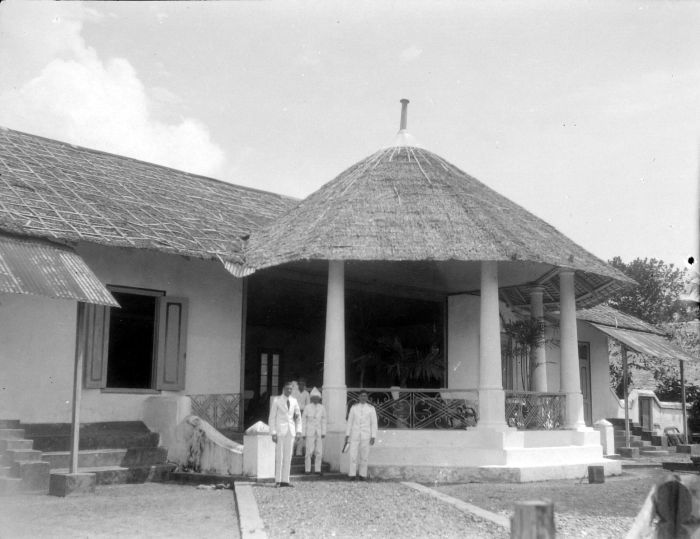
La résidence du sultan en 1935.

Le sultan gouvernait avec l’aide de deux groupes de fonctionnaires. Les Bobato dalem (grands intérieurs) assistaient à la cour royale et étaient composés de membres portant les titres militaires de maire, kapitan et lieutenant (ngofa ou kie). Sous eux se trouvaient divers alfiris, sergents et gardiens. Les Bobato luar (grands extérieurs) étaient ceux qui aidaient réellement le sultan à gouverner le royaume. Il s'agissait du jogugu (premier ministre), du hukum (magistrat) et du kimelaha sapanggala (chargé de mission) qui détenaient l'autorité sur les différents chefs locaux, tels que l'ambasaya et le datu. Outre ceux-ci, il y avait un groupe de dignitaires religieux, Bobato Akhirat. Le plus haut fonctionnaire du royaume était cependant le Kapitan Laut (seigneur de la mer) qui était un parent du sultan et généralement l'héritier du trône. Le sultan n'était que le chef de l'ethnie Bacanaise, qui était traditionnellement divisée en unités généalogiques appelées soanang, et payait des contributions ( ngasé ) au souverain. Les étrangers étaient sous le contrôle de leurs propres princes (Ternate, Tidore, etc). Labuha avec sa population chrétienne était directement gouvernée par le gouvernement colonial et était dirigée par un chef appelé Sangaji. La domination hollandaise fut représentée par un contrôleur après 1883, et le royaume fut de plus en plus gouverné par des fonctionnaires coloniaux que l'ancienne élite dirigeante devait écouter.

## Liste des Sultans

### Sultans légendaires
| Kolano ou Sultan de Bacan | Règne          |
| ------------------------- | -------------- |
| Buka                      | 13ème siècle ? |
| Sidang Hassan             | 14ème siècle ? |
| Mohammed Bakir            | vers 1465      |
| Zainal Abidin             | vers 1512      |
| Bayan Sirrullah           | XVIe siècle    |

### Sultans historiques

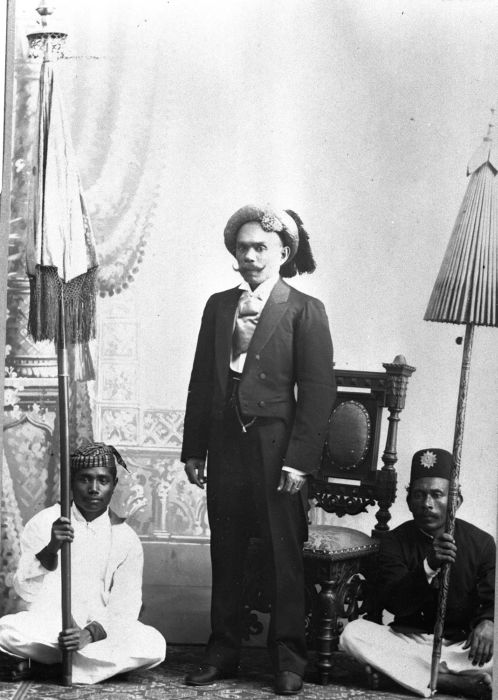
Sultan Muhammad Usman (r. 1899-1935)

| Sultan de Bacan              | Règne          |
| ---------------------------- | -------------- |
| Raja Yusuf                   | vers 1515      |
| Alauddin I                   | Vers 1520–1557 |
| Dom João, Hairun             | 1557–1577      |
| Dom Henrique                 | 1577–1581      |
| Alaoued II                   | 1581-c. 1609   |
| Kaicili Malito (régent)      | Vers 1609-1614 |
| Nurusalat                    | Vers 1609–1649 |
| Mohamed Ali                  | 1649–1655      |
| Alaoued III                  | 1655-1701      |
| Moussa Malikuddin            | 1701–1715      |
| Kie Nasiruddin               | 1715-1732      |
| Hamza Tarafan Nur            | 1732–1741      |
| Mohammed Sahadin             | 1741–1779      |
| Skandar Alam                 | 1780–1788      |
| Muhammad Badaruddin, Ahmad   | 1788–1797      |
| Kamarullah                   | 1797–1826      |
| Muhammad Hayatuddin Kornabei | 1826–1860      |
| Mohammed Sadik               | 1862–1889      |
| Mohammed Usman               | 1899–1935      |
| Mohammed Muhsin              | 1935–1983      |

### Sultans contemporains
| Sultan de Bacan                        | Règne              |
| -------------------------------------- | ------------------ |
| Alhaji Dede Muhammad Gahral Aydan Syah | 1983–2009          |
| Abdurrahim Muhammad Gary Ridwan Syah   | 2010–2023          |
| Dede Irsyad Maulana Syah               | 2024 – Aujourd’hui |